# 坂東彦三郎 (3代目)
三代目 坂東彦三郎（さんだいめ ばんどう ひこさぶろう、1754年（宝暦4年） - 1828年4月2日（文政11年2月18日））は、江戸時代中期の歌舞伎役者。屋号ははじめ萬屋、のち音羽屋。俳名に橘子・薪水・楽善。通称：坂彦／向島の親分。享年75。戒名：願生院極誉楽善法子。
八代目市村羽左衛門の三男で兄には九代目市村羽左衛門がいる。初代尾上菊五郎門人。
宝暦8年（1758年）11月頃から市村座の若太夫として出る。翌年3月には同座で市村吉五郎を名乗り子役で舞台に立つ。
明和7年（1770年）11月に三代目坂東彦三郎を襲名し、以後若衆方で活躍。8年後に元服して立役に転じた。
江戸・京都・大坂の三都で人気を博し、当たり役が『仮名手本忠臣蔵』の大星由良之助と『菅原伝授手習鑑』の菅丞相だったので、文化8年（1811年）7月に江戸の舞台を退く際にも中村座で両役を演じた。「一世一代」として文化10年（1813年）に大坂で『菅原伝授手習鑑』の菅丞相と武部源蔵を勤め、京都で『仮名手本忠臣蔵』の大星由良之助を演じて完全に舞台から引退した。京都黒谷で剃髪した後江戸に帰り、半草庵楽善と号して本所原庭に隠居して余生を送った。晩年風流に書画・俳諧・茶道を嗜み余生を過ごした。
時代物より世話物を得意とし所作・和事・武道を得意とした。